# Burg Großvargula
Die Reste der Burg Großvargula befinden sich in der Gemeinde Großvargula im Unstrut-Hainich-Kreis in Thüringen.

## Lage
Die Reste der Burg befinden sich in einer von der Unstrut gebildeten halbinselartigen Flussschleife und waren einst durch einen Graben vom übrigen Gelände abgetrennt. In der Nähe führt der Unstrut-Radweg vorbei.

## Geschichte

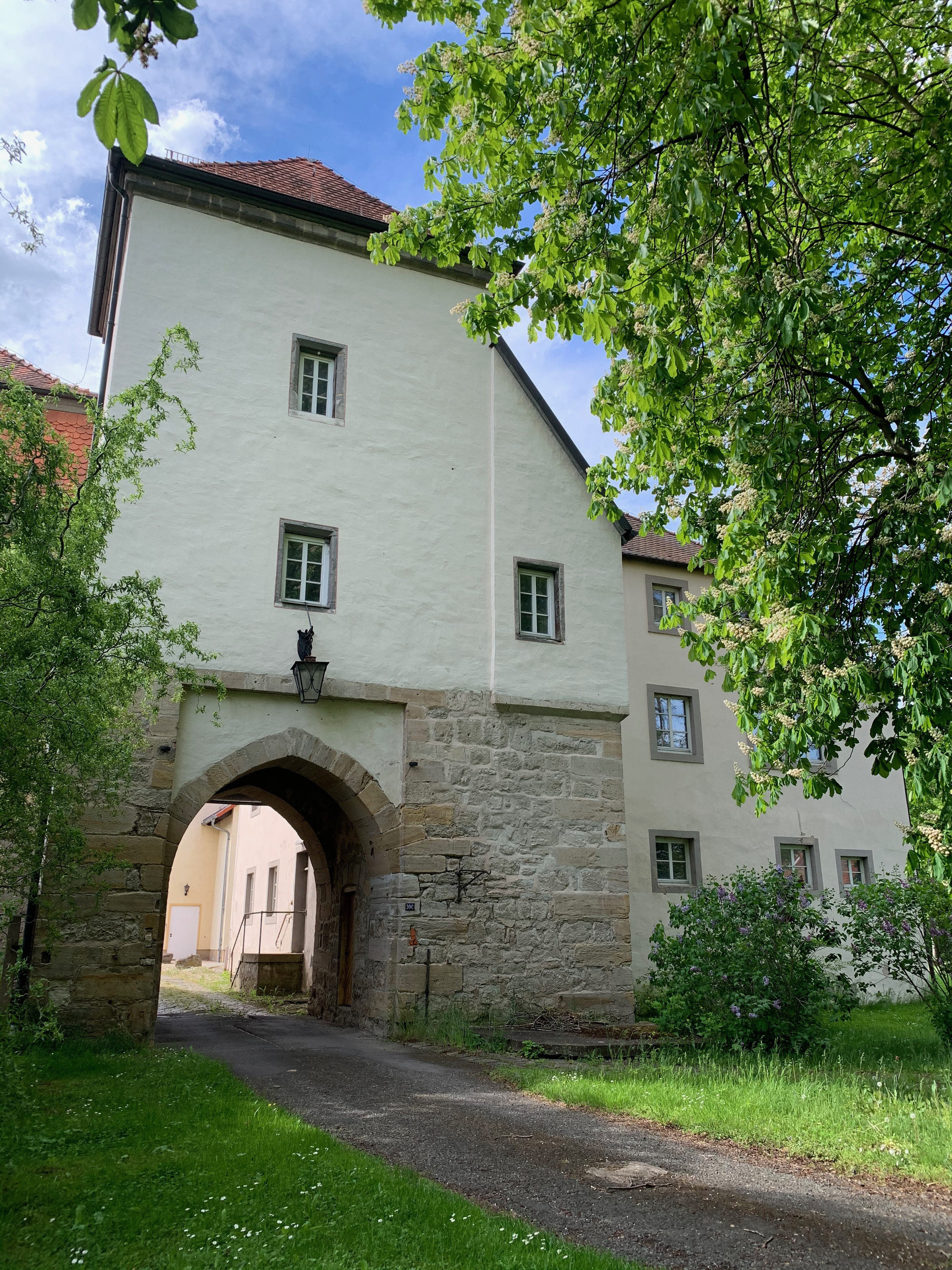
Eingang zum Schloss (Mai 2021), Torhaus

Die Schenken von Vargula waren Ministerialen der Landgrafen von Thüringen. 1178 ist Rudolf von Vargula bekannt. Er war Mundschenk Ludwigs III. Der Ort wurde bereits 785 erwähnt. Die Burg wurde 1281 urkundlich genannt. Von 1385 an befand sich die Anlage im Besitz der Stadt Erfurt.
Nach der Besiegung Napoleons kam Vargula an Preußen und wurde 1816 dem Kreise Langensalza zugeteilt. 1816 erwarb die Familie Lutterodt Schloss und Rittergut Grossvargula. 1855/1856 kauft der Regierungsrat August Zachariae das Rittergut Großvargula mit Schloss. 1906 wurde das Gut an den Gutsbesitzer Lange verkauft.
Jetzt befindet sich an dieser Stelle der Gutsgebäude ein Seniorenheim. Das Schloss hingegen steht seit Umzug in den Neubau leer.

## Bauentwicklung der Burganlage
Heute steht dort lediglich ein schlichter Gebäudekomplex mit dem Amtshaus, einem Barockbau mit Mittelrisalit von 1727. Nur das Torhaus mit Spitzbogentonne und steinernen Torangeln in der Durchfahrt ist mittelalterlichen Ursprungs. Ältere Darstellungen lassen die Möglichkeit einer Rekonstruktion zu:

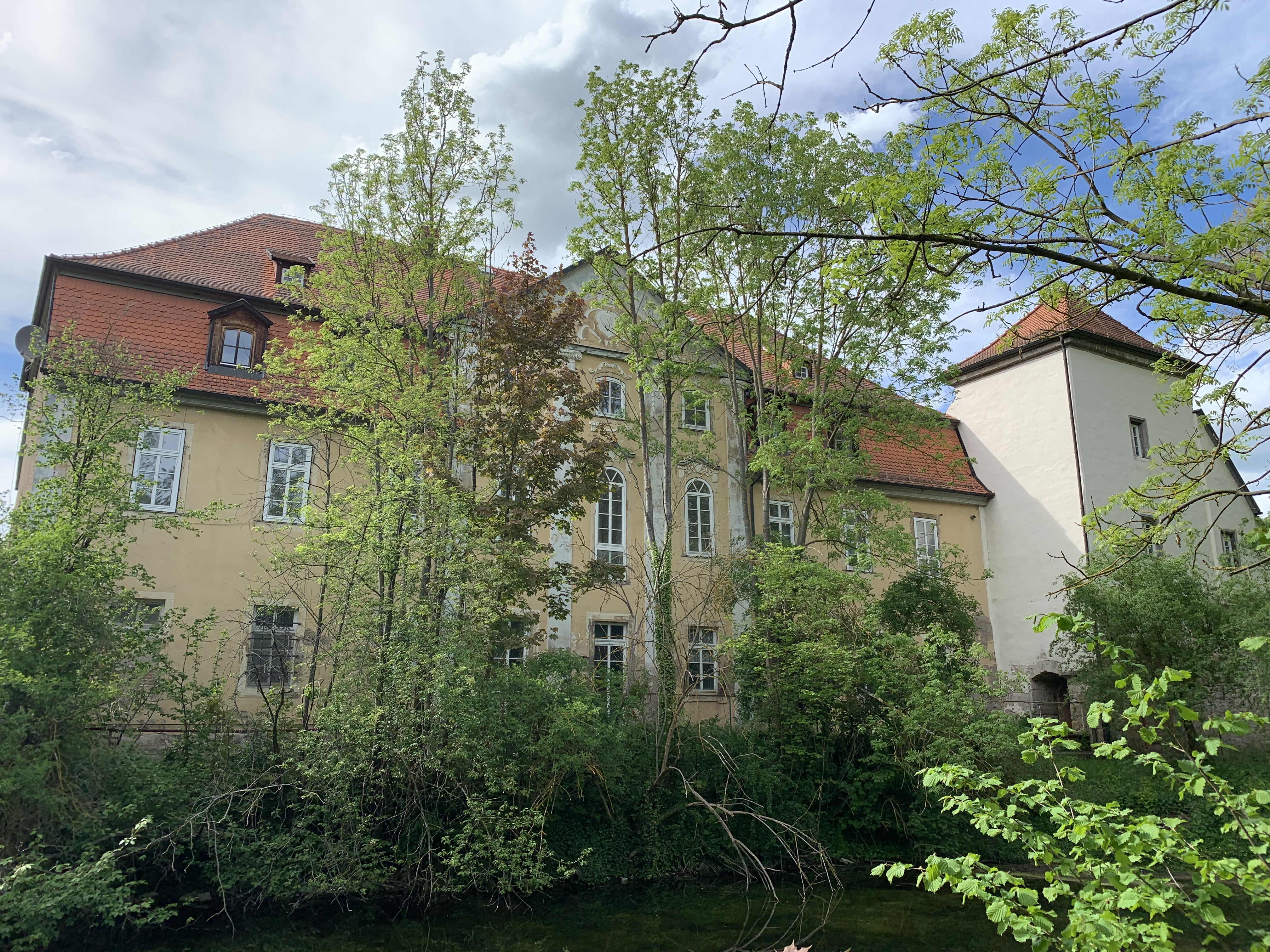
Parkseite

Das ehemalige Gelände wurde durch vier runde Ecktürme flankiert, noch 1856 war am Schloss die Zugbrücke angebracht. Dominierendes Bauwerk war ein mächtiger Wohnturm (Kemenate) aus dem 15. Jahrhundert, den die Stadt Erfurt errichtete. Er war 19 Meter lang, 9 Meter breit und hatte 4 Meter dicke Wände bei 12 Meter Höhe. Es folgte eine Brustwehr mit Walmdach und Lichtschlitzen mit wenig kleinen Fenstern. Die spitzbogige Zugangspforte lag im untersten Geschoss, die übrigen Etagen waren durch eine Treppe innerhalb der Mauer zu erreichen. Dieser Wohnturm wurde 1861 abgetragen und das Material zum Bau einer Scheune verwendet.

## Heutiges Barockschloss

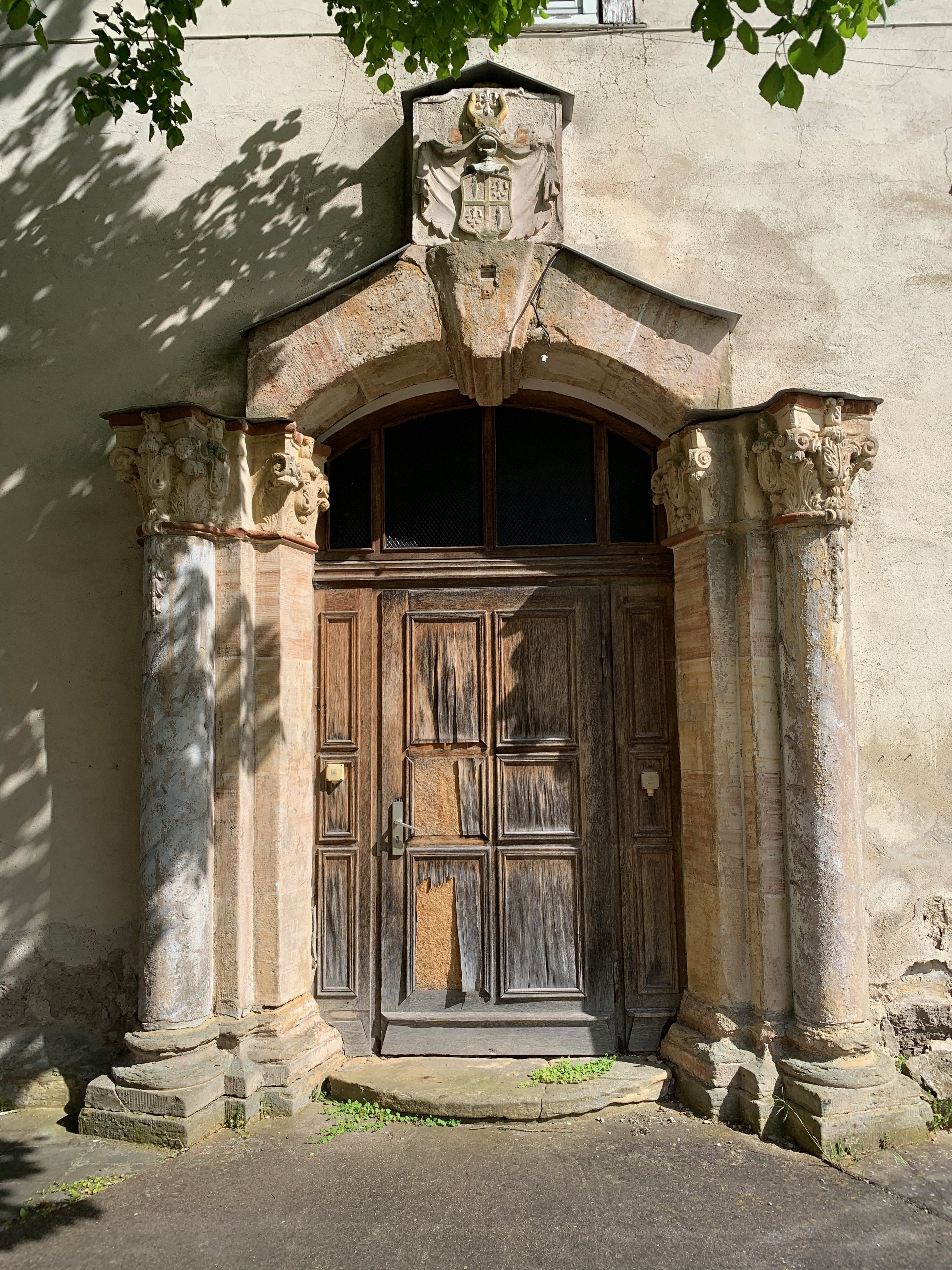
Barockportal mit Sommerfeld'schen Wappen

1727 wurde im Burgbereich nach den Plänen von Gottfried Heinrich Krohne das noch heute erhaltene kurmainzische Amtshaus als erster Bau des genannten Architekten auf Thüringer Boden errichtet. Später diente es ab 1816 als Herrenhaus des dazugehörigen Rittergutes.
Es handelt sich um einen zweigeschossigen Mansarddachbau von neun Achsen. Die Hofseite in Richtung Westen zeigt sich schmucklos mit Ausnahme des barocken Säulenportals, welches vom Wappen derer von Sommerfeld bekrönt wird. Die Parkseite weist neben den Resten der Farbgestaltung den mit ionischen Kolossalpilastern und Fensterverdachungen verzierten Mittelrisalit auf. Dieser findet seinen Abschluss im mit Stuckornamenten versehen Dreiecksgiebel.
Im Inneren nimmt der wohlproportionierte, repräsentative Festsaal die gesamte Tiefe des Obergeschosses ein. Er weist eine Spiegeldecke mit geschwungenen Stuckleisten auf, während die Wände durch Pilaster und symmetrische Kamine mit Stuckornamenten gegliedert sind. Über den Türen an den Längsseiten des Saales befinden sich Supraporten mit Gartenlandschaften, signiert mit F.P. Im Vestibül befindet sich eine dreiläufige Treppenanlage mit Holzbalustern.